# Xue Changrui
Xue Changrui, född 31 maj 1991, är en friidrottare från Kina. Han deltog vid olympiska sommarspelen 2016.